# Onesia indersinghi
Onesia indersinghi är en tvåvingeart som beskrevs av Kurahashi, Benjaphong och Omar 1997. Onesia indersinghi ingår i släktet Onesia och familjen spyflugor. Inga underarter finns listade i Catalogue of Life.